# Дорогой Эсме — с любовью и всякой мерзостью
«Дорогой Эсме — с любовью и всяческой мерзостью» (англ. For Esmé – with Love and Squalor) — рассказ американского писателя Дж. Сэлинджера. Впервые опубликован в еженедельнике The New Yorker 18 апреля 1950 года. Два года спустя помещён автором в сборник «Девять рассказов».
Рассказ сразу же обрёл широкую популярность среди читателей. За первые две недели после публикации Сэлинджер получил огромное количество писем.

## Сюжет
Рассказ начинается с того, что человек, от лица которого ведётся повествование, получает по почте приглашение на свадьбу, которая должна состояться в Англии. Не имея возможности посетить радостное событие лично, он решает написать невесте особый рассказ на память.

### Первая часть
Далее повествование переносится на шесть лет назад. В апреле 1944 года, накануне высадки союзников в Нормандии, рассказчик проходит подготовку в разведшколе в Девоншире. В дождливую субботу, перед отправкой в десантную  дивизию, он случайно заходит в городскую церковь, где репетирует детский хор. Среди детей особо выделяется девочка лет тринадцати, с лучшим голосом и необычайно холодным скучающим взглядом.
После репетиции хора герой заходит в тихое кафе. Через некоторое время в кафе появляется та самая девочка в сопровождении гувернантки и брата лет пяти. Заметив солдата, девочка подходит к его столику и начинает дружескую беседу.
Главный герой узнаёт, что собеседницу зовут Эсме, после смерти матери её с братом воспитывает тётя. В будущем девочка собирается стать певицей на радио, заработать много денег и поселиться на ранчо. Очень серьёзная для своего возраста Эсме в речи часто использует книжные слова, а на хрупком запястье носит военные часы в память о  погибшем на войне отце. Девочка признаётся, что её считают холодной особой, и она пытается воспитывать в себе чуткость, поэтому подошла к одинокому рассказчику.
Вскоре к их компании присоединяется младший брат героини, который привлекает внимание американского солдата наивными вопросами, проделками и любимой загадкой. Несмотря на озорной нрав, малыш Чарльз слушается сестру, а сама Эсме с любовью рассказывает про своих родных и продолжает расспрашивать собеседника про секретную школу разведчиков, про манеры американцев, про его семейное положение.
Читатель узнаёт, что американец женат, отправлен на военную подготовку после окончания колледжа и хочет стать писателем-новеллистом, хотя не опубликовал ни одного рассказа. Эсме говорит, что очень любит читать и была бы польщена, если бы он написал рассказ специально для неё. Главное, чтобы рассказ получился не детским и не глупым. И что больше всего она любит рассказы со всякой нуждой (убожеством, мерзостью, дрянью — употреблённое ею слово можно понимать по-разному). Последнее замечание озадачивает рассказчика, но девочка ничего не объясняет.
В конце концов гувернантка уводит детей из кафе. На прощание Эсме спрашивает, хочет ли он получать письма от неё, и сразу получает номер полевой почты рассказчика.

### Вторая часть
Действие происходит в Баварии через несколько дней после окончания войны. Повествование ведётся от третьего лица, однако читатель легко узнаёт главного героя в штаб-сержанте Х, ещё не оправившемся после тяжёлого ранения, находящемся в глубокой депрессии, страдающем от бессонницы и сильных головных болей. Он пытается читать книги и ведёт пустые раздражающие его разговоры со своим напарником капралом Z.
Когда капрал Z уходит, штаб-сержант Х начинает разбирать письма и замечает небольшую посылку, которая шла к нему несколько месяцев. Он открывает коробочку и обнаруживает там письмо от Эсме, написанное вскоре после высадки в Нормандии. Высоким книжным стилем она пишет, что беспокоится о нём, передаёт привет от брата, а также в качестве счастливого талисмана посылает ему отцовские часы. Х видит часы, стекло которых треснуло во время многочисленных пересылок, и бережно достаёт их. В этот момент к нему приходит блаженная сонливость. Благодаря Эсме герой наконец чувствует надежду вернуться к нормальной жизни.

## Трудности перевода названия
Когда во время разговора в чайной Эсме просит главного героя написать для неё рассказ, она замечает, что предпочитает рассказы про Squalor. Рассказчик ожидает от девочки пояснения, однако развёрнутого ответа не получает. Понять точное значение слова Squalor из контекста достаточно трудно. С одной стороны, Эсме могли интересовать как рассказы про нищих, обездоленных и страждущих, так и про персонажей, терзаемых внутренними муками, про лихих героев, превозмогающих несчастья на своём пути. С другой стороны, девочка могла выбрать редкое слово, чтобы подчеркнуть, что она достаточно начитана и умна для своего возраста, поэтому её не испугают специфичные подробности или непривычная лексика солдатских историй. Сложность для переводчиков заключается в трактовании неоднозначного английского слова Squalor (рус. грязь, запустение, бедность, нищета, нужда, убогость, моральное убожество, моральная слабость) и плохой сочетаемости значений этого слова со словом «любовь».
Первая русская переводчица рассказа Суламифь Митина при первой публикации (журнал «Новый мир», 1961, № 3) употребила в основном тексте слово «убожество», но убрала его из названия (в публикациях 1960-х гг. рассказ назывался просто «Посвящается Эсме»). Начиная с 1980-х гг. рассказ в переводе Митиной публиковался в двух редакциях названия: «Дорогой Эсме с любовью — и всякой мерзостью» и «Дорогой Эсме с любовью — и мерзопакостью». В более поздних альтернативных переводах использованы названия «Тебе, Эсме — с любовью и убожеством» (Маргарита Ковалёва) и «Для Эсме, с любовью и скверной» (Максим Немцов). Филолог Ирина Галинская в некоторых случаях использовала вариант перевода «Посвящается Эсме, с любовью и сердоболием».

## Мнения о рассказе
Сразу после публикации рассказ был высоко оценён американской критикой. Дж. Скоу, А. Кейзин, Дж. Стейнер, М. Гейсмар, Ф. Гвинн и Дж. Блотнер, И. Хассан сходятся на мысли, что основная тема рассказа — умиротворяющее действие детской непосредственности, чистоты и наивности на взрослого человека.
Дети — единственное спасение от ужаса человеческого существования. Такова, по мнению критиков А. Хейзермана и Дж. Миллера-младшего, основная тема рассказа, пронизывающая всё творчество Сэлинджера в целом.
По мнению исследователя творчества Сэлинджера Ирины Галинской, в рассказе «Посвящается Эсме…» присутствуют мотивы традиционной индийской поэтики, а сборник «Девять рассказов» вполне соответствует канонам «дхвани-раса». Согласно этим канонам, литературное произведение внушает ценителю одно из десяти поэтических настроений («раса»). Так рассказ «Посвящается Эсме…» является шестым по счёту в сборнике рассказов и должен внушать страх, который идёт шестым в каноническом списке настроений.
Дж. Антико рассматривает рассказ как пародию на сентиментальную новеллу, которыми в годы войны были заполнены американские журналы и которые в разных вариациях описывали, как любовь девушки, оставшейся на родине, укрепляет боевой дух солдата.
Стилистике Сэлинджера присуще гармоничное сочетание религиозно-философской символики Востока с традиционным европейским реализмом, что делает его произведения популярными во всём мире.